# Assemblée législative de l'oblast de Léningrad
VIIIe législature
no 51, perspective Souvorovski, Saint-Pétersbourg
L'assemblée législative de l'oblast de Léningrad (en russe : Законодательное собрание Ленинградской области) est l'organe législatif régional de l'oblast de Léningrad en Russie. Le parlement est composé de 50 députés élus pour 5 ans au suffrage universel direct. À la suite des dernières élections en 2021, l'assemblée est dominée par Russie unie.

## Élections

### 2016
| Parti         | Parti         | %     | Sièges |
| ------------- | ------------- | ----- | ------ |
|               | Russie unie   | 51.25 | 40     |
|               | LDPR          | 14.65 | 4      |
|               | Russie juste  | 12.79 | 3      |
|               | KPRF          | 12.49 | 3      |
|               |               |       |        |
|               | Iabloko       | 3.71  | 0      |
|               | Rodina        | 2.26  | 0      |
|               |               |       |        |
| Participation | Participation | 43.01 |        |

### 2021
| Parti         | Parti         | %     | Sièges |
| ------------- | ------------- | ----- | ------ |
|               | Russie unie   | 46.37 | 35     |
|               | KPRF          | 20.70 | 7      |
|               | Russie juste  | 15.20 | 5      |
|               | LDPR          | 10.60 | 3      |
|               |               |       |        |
|               | Iabloko       | 3.22  | 0      |
|               |               |       |        |
| Participation | Participation | 43.18 |        |